# Cratere Ailey
Ailey  è un cratere sulla superficie di Mercurio.
Il cratere è dedicato al ballerino e coreografo statunitense Alvin Ailey.